# Loučany
Loučany (hanácky Lóčanê)  jsou obec v okrese Olomouc v Olomouckém kraji. Leží asi čtrnáct kilometrů západně od Olomouce, v nadmořské výšce 234 metrů. Žije zde 621 obyvatel.

## Historie
První písemná zmínka o vesnici z roku 1141 (Lucaz) se nachází v listině olomouckého biskupa Jindřicha Zdíka.

## Geografie
Obec Loučany se dle zeměpisných souřadnic nachází na 49°36'7" severní šířky a 17°4'58" východní délky. Jelikož je obec v blízkosti města Olomouce, jsou klimatické podmínky shodné s podmínkami v Olomouci. Průměrná roční teplota je tedy 7,3 °C a průměrný roční úhrn srážek je 955 m². Katastr obce se nachází na 500 ha úrodné hanácké půdy. Obcí protéká říčka Šumice, která se v Těšeticích vlévá do Blaty a ta je pravým přítokem Moravy. Loučany tak spadají do úmoří Černého moře.

## Obyvatelstvo
| Rok            | 1869 | 1880 | 1890 | 1900 | 1910 | 1921 | 1930 | 1950 | 1961 | 1970 | 1980 | 1991 | 2001 | 2011 | 2021 |
| -------------- | ---- | ---- | ---- | ---- | ---- | ---- | ---- | ---- | ---- | ---- | ---- | ---- | ---- | ---- | ---- |
| Počet obyvatel | 633  | 694  | 712  | 752  | 786  | 776  | 791  | 699  | 706  | 703  | 676  | 591  | 602  | 605  | 617  |
| Počet domů     | 89   | 113  | 120  | 136  | 146  | 151  | 162  | 187  | 184  | 186  | 185  | 201  | 204  | 224  | 238  |

## Obecní správa
Mezi lety 1869–1976 Loučany byly obcí v okrese Olomouc (1869–1910), posléze v okrese Olomouc-venkov (1921–1930), poté v okrese Olomouc-okolí (1950) a později opět v okrese Olomouc. Od 23. října 1976 do 23. listopadu 1990 byly součástí Náměště na Hané a od 24. listopadu 1990 jsou opět samostatnou obcí.

### Obecní symboly
Znak a vlajka byly obci uděleny rozhodnutím předsedy Poslanecké sněmovny Parlamentu České republiky dne 8. října 2001.

## Pamětihodnosti
- Sloup se sochou svatého Floriána v zatáčce silnice směrem do Těšetic
- Sloup se sochou svatého Jana Nepomuckého u silnice směrem do Náměště na Hané
- Krucifix na hřbitově